# ميكوشكان (زاز الشرقي)
میکوشکان (بالفارسية: می کوش کان) هي قرية تقع في إيران في قسم زاز الشرقي الریفي. يقدر عدد سكانها بـ 73 نسمة .